# Памятник Ивану Црноевичу
Памятник Ивану Црноевичу — бронзовый памятник в городе Подгорица, Черногория, посвященный национальному герою Черногории и одному из её величайших правителей. Иван Црноевич был правителем Зеты (государство на территории современной Черногории) в период с 1465—1490 год. Он основал будущую столицу страны — город Цетине, заложил основы правовой системы Черногории, старался поддерживать дружеские отношения одновременно с Турцией и Венецией.

## Местоположение
Монумент установлен в сквере в историческом центре Подгорицы напротив гимназии «Слободан Шкерович» вблизи парка Горица.

## Описание
Памятник выполнен из бронзы, а на мраморном постаменте написано «Иван Црноевич, владыка Черногории 1465—1490».
Автор работы, академический скульптор Митар Живкович, изобразил правителя Зеты задумчиво сидящим на троне и держащим меч, который направлен острием вниз.

## История
В 2019 году градоначальник Подгорицы Иван Вукович и министр культуры Черногории Александр Богданович торжественно открыли памятник Ивану Црноевичу. На мероприятии также присутствовал Благота Радович, генеральный директор строительной компании Зетаградня, которая пожертвовала средства на создание памятника.